# Tunny (U-Boot, 1942)
Die USS Tunny (SS-282/SSG-282/APSS-282/LPSS-282) war ein U-Boot der United States Navy, welches im Zweiten Weltkrieg auf dem pazifischen Kriegsschauplatz zum Einsatz kam. Das 1942 in Dienst genommene U-Boot sah eine vergleichsweise lange Dienstzeit, überstand den Krieg und wurde nach 1945 mehrfach umgebaut und umklassifiziert, so wurde das Boot ab 1952 im Rahmen des Regulus-Programms der US-Marine zeitweilig zum Marschflugkörper-Träger (SSG-282) und in den 1960er Jahren zum Truppentransporter für amphibische Landungsunternehmen (APSS-282/LPSS-282) umgebaut. Erst 1969 erfolgte die endgültige Außerdienststellung. Die Tunny, benannt nach einer Unterart der mit den Thunfischen verwandten Makrelen-Gattung Euthynnus (engl.: little tunny), gehörte der Gato-Klasse an und wurde als 64. Einheit dieses Typs fertiggestellt. Die Tunny wurde am 10. November 1941 auf der Mare Island Naval Shipyard (US-Bundesstaat Kalifornien) auf Kiel gelegt, lief am 30. Juni 1942 von Stapel und wurde schließlich am 1. September 1942 in Dienst gestellt. Erster Kommandant des U-Bootes war Commander Elton Watters Grenfell, der das Boot aber nur während der Ausbildungszeit kommandierte.

## Dienstzeit
Nach dem Abschluss der Testfahrten in kalifornischen Gewässern verlegte die Tunny im Dezember 1942 nach Pearl Harbor zur Submarine Squadron (Subron) 4 der US-Pazifikflotte. Dort übernahm am 14. Dezember Lieutenant Commander John Addison Scott das Kommando über das U-Boot.

### Erste Feindfahrt
Die erste Patrouillenfahrt, sie dauerte vom 12. Januar bis zum 24. Februar 1943, führte das U-Boot in die Gewässer um Formosa und in das südliche Ostchinesische Meer. Hierbei gelangen drei Erfolge:
- 3. Februar 1943: Torpedierung und Beschädigung des japanischen Frachters Shinto Maru No. 1 (1.933 BRT) etwa zehn Seemeilen südöstlich Hongkong. Das Schiff konnte infolge von Torpedoversagern entkommen.
- 5. Februar 1943: Torpedierung und Beschädigung des japanischen Heeres-Transporters Tatsuwa Maru (6.345 BRT) etwa 35 Seemeilen südöstlich Hongkong. Das Schiff wurde zwar von einem Torpedo getroffen, dieser explodierte jedoch nicht und schlug lediglich ein kleines Leck in den Rumpf[2].
- 8. Februar 1943: Torpedierung und Versenkung des einzeln fahrenden japanischen Armee-Transporters Kusuyama Maru (5.306 BRT) etwa 30 Seemeilen westsüdwestlich von Tainan. Mit dem Schiff ging die gesamte Besatzung von 47 Besatzungsmitgliedern unter.

Am 24. Februar 1943 endete die erste Patrouillenfahrt der Tunny wieder in Pearl Harbor.

### Zweite Feindfahrt
Die zweite Patrouillenfahrt, sie dauerte vom 18. März bis zum 23. April 1943, führte das U-Boot in das Seegebiet der Karolinen und der Nördlichen Marianen. Im Verlauf dieser Operation gelangen der Tunny erneut drei Erfolge:
- 28. März 1943: Torpedierung des einzeln fahrenden japanischen Truppentransporters Suwa Maru (10.672 BRT) etwa zehn Seemeilen südwestlich von Wake. Der Transporter, welcher über 1.000 Bausoldaten und Besatzungsangehörige an Bord hatte, verlor durch zwei Torpedotreffer das Heck, konnte aber noch an der nahen Küste auf Grund gesetzt werden[3], wodurch fast alle Passagiere an Bord sich retten konnten. Insgesamt 15 Personen waren durch die Torpedotreffer getötet worden. Das Wrack der Suwa Maru wurde später zum konstruktiven Totalverlust erklärt und blieb vor Wake liegen. Das aufgesetzte Wrack der Suwa Maru vor Wake Island (Aufnahme von 1954).

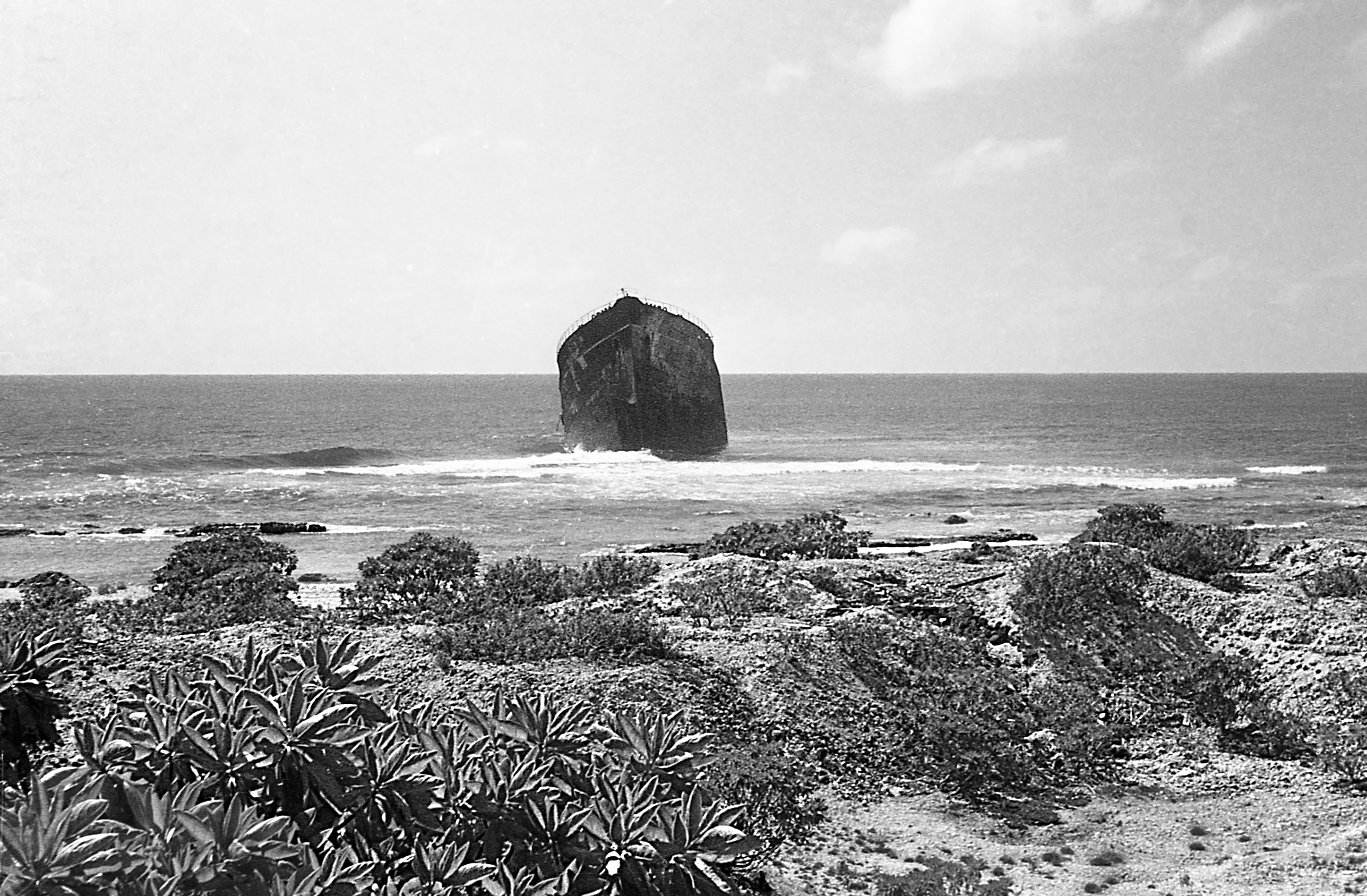
Das aufgesetzte Wrack der Suwa Maru vor Wake Island (Aufnahme von 1954).

- 2. April 1943: Torpedierung und Versenkung des japanischen Heeres-Transporters Toyo Maru No. 2 (4.162 BRT) etwa fünf Seemeilen westlich des Puluwat-Atolls. Das Schiff, auf dessen Route die Tunny durch eine Magic-Meldung der US-Funkbeobachtung aufmerksam geworden war[4], sank innerhalb von acht Minuten, wobei 51 Seeleute den Tod fanden. Lediglich ein einziger Überlebender konnte von einem nahestehenden Geleitfahrzeug gerettet werden. Selbiges (vermutlich ein älteres Patrouillenschiff der Momi-Klasse) warf nachfolgend neun Wasserbomben auf die Tunny, die leichtere Beschädigungen erlitt, aber ihre Patrouille fortsetzen konnte.
- 7. April 1943: Torpedierung und Versenkung des einzeln fahrenden japanischen Frischwasser- und Nahrungsmittel-Transporters Kosei Maru (8.237 BRT) etwa 250 Seemeilen nordwestlich von Truk. Auch diese Versenkung steht möglicherweise mit einer Magic-Meldung in Verbindung (?).

Nach dem Verschießen aller Torpedos und da das U-Boot zudem einer Überholung bedurfte, kehrte die Tunny am 23. April von der Feindfahrt zurück, diese endete allerdings nicht in Pearl Harbor, sondern auf den Midwayinseln.

### Dritte Feindfahrt
Die dritte Feindfahrt, sie dauerte vom 25. Mai bis zum 14. Juli 1943, führte das U-Boot erneut in das Seegebiet der Karolinen und der Nördlichen Marianen. Im Vordergrund standen vor allem Aufklärungsaufgaben und nicht in erster Linie Angriffe gegen den japanischen Nachschubverkehr. Unter anderem klärte das Boot dabei die Küstenlinien von Rota, Eniwetok und Saipan auf. Da die Mission rund sieben Wochen andauerte, lief die Tunny in dieser Zeit zweimal das Johnston-Atoll zwecks Übernahme von Treibstoff und Frischwasser an. Während dieser Unternehmung gelang ein Erfolg:
- 28. Juni 1943: Torpedierung und Versenkung des bewaffneten und als Patrouillenschiff eingesetzten japanischen Frachters Shotoku Maru (1.964 BRT) unmittelbar vor der Westküste von Rota[5]. Beim Untergang starben 38 japanische Seeleute.

Im Anschluss wurde das U-Boot zurückbeordert und kehrte am 14. Juli 1943 nach Pearl Harbor zurück.

### Vierte Feindfahrt
Im Rahmen der vierten Feindfahrt, sie begann am 5. August 1943 in Pearl Harbor, hätte die Tunny vor allem im Seegebiet um die Palau-Inseln operieren sollen. Die Unternehmung musste jedoch vorzeitig abgebrochen beziehungsweise es konnten keine Erfolge erzielt werden, da das U-Boot am 26. August 1943 etwa sechs Seemeilen westlich von Babeldaob bei einem Angriffsversuch auf einen japanischen Kleinkonvoi stark beschädigt wurde. Der von Balikpapan nach Babeldaob laufende Geleitzug, bestehend aus dem Transporter Amagisan Maru und dem Flottentanker Tsurumi sowie dem U-Boot-Jäger Ch-4, wurde zunächst mit fünf Torpedos erfolglos attackiert. Beim Gegenangriff des japanischen U-Boot-Jägers erlitt die Tunny jedoch beträchtliche Schäden durch Wasserbomben. Unter anderem waren im vorderen Rumpfbereich die Druckhülle eingedrückt, die Tiefenruder verbogen und ein Treibstofftank aufgerissen worden. Lieutenant Commander Scott entschloss sich darauf zum Abbruch der Mission und am 8. September 1943 kehrte die Tunny wieder nach Pearl Harbor zurück.
Die Schäden waren indessen so erheblich, dass das U-Boot zur endgültigen Instandsetzung und zu einer Generalüberholung nach der US-Westküste verlegen musste. Am 17. September 1943 traf das Boot auf der Hunters Point Naval Shipyard in San Francisco ein. Reparatur und Überholung nahmen mehr als vier Monate in Anspruch. Erst am 2. Februar 1944 verließ die Tunny wieder die Werft und verlegte nach Pearl Harbor zurück.

### Fünfte Feindfahrt
Die fünfte Unternehmung begann am 27. Februar 1944 von Pearl Harbor aus und dauerte bis zum 11. April 1944. Das U-Boot operierte hierbei erneut vor allem im Seegebiet um die Palau-Inseln. (Der Einsatz stand auch im Kontext der Vorbereitungen auf die Operation Desecrate One.) Während der Patrouillenfahrt gelangen der Tunny drei Erfolge:
- 22. März 1944: Torpedierung und Beschädigung des großen japanischen Flottentankers Iro (14.450 BRT) etwa 120 Seemeilen westlich von Koror. Der zum Konvoi O-507 gehörende Tanker befand sich, gemeinsam mit sechs weiteren Transportern und Tankern, auf dem Weg von Balikpapan nach Palau und wurde durch einen Torpedotreffer im Bugbereich beschädigt. Die starke Sicherung (drei Zerstörer und fünf U-Boot-Jäger) konnte danach weitere Angriffsversuche vereiteln, wobei die Tunny eine vierstündige Wasserbombenverfolgung zu überstehen hatte[6].
- 23. März 1944: Torpedierung und Versenkung des japanischen U-Kreuzers I 42 (2.624 ts) rund sechs Seemeilen südwestlich von Angaur. Das große U-Boot, auf einer Nachschubfahrt von Koror nach Rabaul, verließ Palau am Nachmittag des 23. März 1944 und wurde in den Nachtstunden, etwa gegen 21:20 Uhr, von der Tunny mittels Radar entdeckt. Doch auch die sehr wachsamen japanischen Turmausgucke bemerkten das US-U-Boot. In der Folge entspann sich ein fast zwei Stunden dauerndes Duell in der Dunkelheit, bei welchem beide Boote in eine geeignete Schussposition zu gelangen versuchten. Schließlich entschied die etwas kleinere und wendigere Tunny den Zweikampf für sich und erzielte um 23:24 Uhr zwei Torpedotreffer auf I 42. Beim Untergang des japanischen U-Bootes kam die gesamte Besatzung von 102 Mann ums Leben[7].
- 29. März 1944: Torpedierung und Beschädigung des japanischen Superschlachtschiffes Musashi (65.000 ts) etwa acht Seemeilen vor Koror. Das große Schiff hatte, in Begleitung von drei Schweren Kreuzern und acht Zerstörern, Koror verlassen, um nach den Philippinen zu verlegen. Die Tunny attackierte den Verband kurz nach dem Auslaufen mit einem Fächer aus sechs Torpedos. Fünf Torpedos verfehlten oder unterliefen das Schlachtschiff, der sechste traf den Schiffsriesen um 17:44 Uhr im Bugbereich. Hierdurch wurden der vordere Hydrophonraum zerstört und ein Loch von etwa sechs Metern Durchmesser in den Rumpf gerissen, rund 3.000 Tonnen Wasser brachen ins Schiff ein[8]. 18 Seeleute an Bord der Musashi wurden getötet. Die starke Sicherung drängte das U-Boot danach ab, so dass keine weiteren Angriffe mehr möglich waren. Das Schlachtschiff verlegte im Anschluss nach Kure und wurde dort bis Ende April 1944 repariert.

Am 30. März 1944 – zu diesem Zeitpunkt liefen die Angriffe der Task Force 58 im Rahmen der Operation Desecrate One gegen die Palau-Inseln an – wurde die Tunny, während das U-Boot südwestlich von Babeldaob stand und als Rettungseinheit für abgeschossene US-Piloten fungieren sollte, irrtümlich von zwei Grumman Avenger-Torpedobombern des Flugzeugträgers Yorktown attackiert und entging nur durch großes Glück dem Untergang. Eine abgeworfene 227-Kilogramm-Bombe prallte neben dem U-Boot von der Wasseroberfläche ab, schleuderte zwischen Turm und Deckgeschütz über das Deck und explodierte schließlich auf der Steuerbordseite der Tunny im Meer. Durch die nahe Explosion wurde der Druckkörper aufgerissen, durch die Erschütterung fielen weiterhin Sonar und Radar aus. Die Schäden aus diesem friendly fire-Zwischenfall waren so beträchtlich, dass das U-Boot die Patrouille abbrechen musste. Die Tunny steuerte zunächst die Milne-Bucht als Nothafen an, wo erste Behelfsreparaturen stattfanden. Am 11. April schließlich erreichte das Boot das australische Brisbane, wo die fünfte Feindfahrt endete.

### Sechste Feindfahrt
Nach einer dreiwöchigen Reparatur und Überholung in Brisbane brach die Tunny am 29. April 1944 zu ihrer sechsten Patrouillenunternehmung auf. Diese, sie dauerte bis zum 2. Juli 1944, führte das U-Boot in das Seegebiet der Marianen sowie zeitweilig in die Luzonstraße. Hierbei gelang ein Erfolg:
- 17. Mai 1944: Torpedierung und Versenkung des japanischen Heeres-Transporters Nichiwa Maru (4.955 BRT) etwa 130 Seemeilen nordwestlich von Guam. Der Frachter gehörte zum von Saipan nach Yap laufenden Vier-Schiffe-Konvoi No. 3503, welcher gemeinsam von der Tunny und dem US-U-Boot Sand Lance attackiert worden war[9]. (Der Sand Lance gelangen bei dieser Attacke zwei Versenkungen.)

Im Anschluss operierte die Tunny in der Luzonstraße (nördlich von Luzon) als Aufklärungseinheit, wobei dem Boot am 16. Juni 1944 durch Geschützfeuer noch die Versenkung eines nicht näher identifizierten japanischen Fischerei-Sampans (etwa 100 BRT) etwa 25 Seemeilen südwestlich von Sabtang gelang. Am 2. Juli beendete das U-Boot seine sechste Patrouille in Pearl Harbor.

### Siebte Feindfahrt
Nach einer einmonatigen Überholung, in dieser Zeit kam mit Commander George Ellis Pierce ein neuer Kommandant an Bord, brach die Tunny am 4. August 1944 von Pearl Harbor zur siebten Feindfahrt auf. Das U-Boot sollte vor allem im Südchinesischen Meer operieren. Noch ehe jedoch Erfolge erzielt werden konnte, wurde die Tunny am 1. September 1944, etwa 60 Seemeilen südwestlich von Kaohsiung, von einem tief fliegenden japanischen Ki-49-Bomber, der vom Radar nicht erfasst worden war, überraschend angegriffen und durch vier Bombenwürfe schwer beschädigt. Hierbei wurden die Klappen der achteren Torpedorohre und das Tiefenruder verbogen und zwei Ballasttanks aufgerissen; zudem leckten die Stopfbuchsen der Wellentunnel. Da diese Beschädigungen einen Werftaufenthalt notwendig machten, brach Commander Pierce die Mission ab und die Tunny kehrte am 17. September 1944 nach Pearl Harbor zurück.
Dort erwiesen sich die Beschädigungen allerdings als so gravierend, dass drei Tage später die Order erging, dass Boot nach der US-Westküste zur endgültigen Reparatur zu verlegen. Am 26. September 1944 schließlich traf das Boot auf der Hunters Point Naval Shipyard in San Francisco ein. Die Reparatur dauert insgesamt beinahe dreieinhalb Monate. Erst am 29. Januar 1945 traf die Tunny wieder in Pearl Harbor ein.

### Achte Feindfahrt
Die achte Feindfahrt dauerte vom 3. Februar bis zum 14. April 1945. Die Tunny operierte hierbei vor allem im Seegebiet östlich der Ryūkyū-Inseln. Schwerpunkt waren nicht gezielte Operationen gegen den japanischen Handelsverkehr, sondern Rettungsmissionen für notgewasserte US-Piloten (sogenannte lifeguard-Missionen). Im Verlauf der Unternehmung gelang es dem U-Boot, drei abgeschossene US-Piloten aus dem Meer zu bergen, darunter zwei Piloten des Flugzeugträgers Intrepid (am 27. März 1945) sowie einen weiteren Piloten des Trägers Bennington (am 28. März 1945). Während des Rückmarsches gelang dem Boot noch ein Erfolg gegen ein kleineres Schiff. Es war die letzte Versenkung der Tunny.  
- 4. April 1945: Beschießung und Versenkung eines kleinen japanischen Frachtseglers (200 BRT) etwa 200 Seemeilen nordöstlich Ogasawara-guntō. Es wurden 44 Schuss aus dem 12,7-cm-Deckgeschütz abgegeben. Überlebende konnten, obgleich die Untergangsstelle des Seglers danach abgesucht wurde, keine gefunden werden[11].

Am 14. April 1945 endete die achte Feindfahrt wieder in Pearl Harbor.

### Neunte Feindfahrt
Die neunte Patrouillenmission der Tunny, sie währte vom 28. Mai bis zum 6. Juli 1945, war weitgehend ereignislos, auch Sichtungen von japanischen Luft- und Seestreitkräften sowie Frachtverkehr fanden kaum statt. Das U-Boot operierte zeitweise im Verbund mit zwei anderen Booten (U-Boot-Rudel „Hydeman's Hellcats“), dennoch ergaben sich keine Erfolge. Einsatzschwerpunkt war das Japanische Meer, wobei die Tunny erneut hauptsächlich als Rettungseinheit für notgewasserte Piloten fungierte. Rettungen waren indessen keine zur verzeichnen. Zudem beobachtete die Besatzung japanische Minenfelder in der Koreastraße. Im Rahmen dieser gefährlichen Aufgabe wurden über 80 Seeminen festgestellt und in Karten verzeichnet.
Am 6. Juli kehrte das Boot nach Pearl Harbor zurück. Eine neuerliche Feindfahrt fand nicht mehr statt, da der Zweite Weltkrieg Mitte August 1945 zu Ende ging (siehe Kapitulation Japans). Die Tunny verlegte nachfolgend im September nach der US-Westküste und wurde (vorerst) am 13. Dezember 1945 auf der Mare Island Naval Shipyard außer Dienst gestellt.

## Erfolge und Auszeichnungen
Nachfolgend eine tabellarische Übersicht über die von der Tunny attackierten japanischen Schiffe. Versenkte Schiffe sind in der Ergebnisspalte fett hervorgehoben. Die Namen der zuletzt versenkten beiden sehr kleinen Schiffe sind nicht bekannt und nachfolgend als (unbekannt) erfasst. 
| Datum           | Name              | Schiffstyp         | Vermessung/Tonnage | Ergebnis (Waffentyp)    | Anmerkung |
| --------------- | ----------------- | ------------------ | ------------------ | ----------------------- | --- |
| 3. Februar 1943 | Shinto Maru No. 1 | Heeres-Transporter | 1.933 BRT          | beschädigt (Torpedo)    | |
| 4. Februar 1943 | Tatsuwa Maru      | Heeres-Transporter | 6.345 BRT          | beschädigt (Torpedo)    | |
| 8. Februar 1943 | Kusuyama Maru     | Frachtschiff       | 5.306 BRT          | versenkt (Torpedo)      | Tod der gesamten Besatzung (47 Seeleute).                                                                                 |
| 28. März 1943   | Suwa Maru         | Truppentransporter | 10.672 BRT         | versenkt (Torpedo)      | Schiff konnte zwar in Ufernähe aufgesetzt werden, musste aber später als konstruktiver Totalverlust abgeschrieben werden. |
| 2. April 1943   | Toyo Maru No. 2   | Heeres-Transporter | 4.162 BRT          | versenkt (Torpedo)      | Lediglich ein Überlebender, 51 Todesopfer.                                                                                |
| 7. April 1943   | Kosei Maru        | Frachtschiff       | 8.237 BRT          | versenkt (Torpedo)      | Versorgungsschiff. |
| 28. Juni 1943   | Shotoku Maru      | Patrouillenschiff  | 1.964 BRT          | versenkt (Torpedo)      | Bewaffnetes Patrouillenschiff, 38 Todesopfer.                                                                             |
| 22. März 1944   | Iro               | Flottentanker      | 14.450 BRT         | beschädigt (Torpedo)    | Größtes von der Tunny torpediertes Fracht- bzw. Tankschiff.                                                               |
| 23. März 1944   | I 42              | U-Boot             | 2.624 ts           | versenkt (Torpedo)      | Die gesamte Besatzung (102 Seeleute) fand den Tod.                                                                        |
| 29. März 1944   | Musashi           | Schlachtschiff     | 65.000 ts          | beschädigt (Torpedo)    | Größtes von der Tunny torpediertes Kriegsschiff.                                                                          |
| 17. Mai 1944    | Nichiwa Maru      | Heeres-Transporter | 4.955 BRT          | versenkt (Torpedo)      | |
| 16. Juni 1944   | (unbekannt)       | Fischtrawler       | 100 BRT            | versenkt (Deckgeschütz) | |
| 4. April 1945   | (unbekannt)       | Frachtsegler       | 200 BRT            | versenkt (Deckgeschütz) | |

Insgesamt hatte die Tunny auf neun Feindfahrten acht Frachtschiffe, Truppentransporter sowie kleinere Schiffe (mit zusammen 35.596 BRT) versenken und weitere drei Schiffe (mit zusammen 22.728 BRT) beschädigen können. Hinzu kamen noch ein versenktes U-Boot (2.624 ts) sowie die Beschädigung des Superschlachtschiffes Musashi.
Für ihre Einsätze im Zweiten Weltkrieg wurde die Tunny mit insgesamt neun Battle Stars ausgezeichnet. Zudem wurde dem U-Boot zwei Mal eine Presidential Unit Citation zuteil (für die zweite und fünfte Feindfahrt). Weiterhin erhielt das Boot die World War II Victory Medal und die Asiatic-Pacific Campaign Medal zugesprochen. Für spätere Einsätze während des Vietnamkriegs (siehe unten) erhielt das U-Boot zudem fünf weitere Battle Stars und die Vietnam Service Medal.

## Einsatz in der Nachkriegszeit
Das 1945 zeitweilig außer Dienst genommene und zur Reserveflotte versetzte U-Boot wurde kurzzeitig, zwischen Februar und April 1952, wieder in Dienst gestellt, um im Rahmen des Koreakriegs eingesetzt zu werden. Dieses Vorhaben wurde jedoch rasch wieder verworfen, da es hier kein lohnenswertes Aufgabenspektrum gab, und das U-Boot erneut zur Flottenreserve versetzt. Im Juli 1952 erging schließlich die Order, die Tunny zu einem Versuchs-Waffenträger für die ab 1951 in die United States Navy eingeführten Marschflugkörper des Typs Regulus umzubauen.

### Versuchs-U-Boot für dasRegulus-Programm
Zwischen Juli 1952 und März 1953 wurde die Tunny auf der Mare Island Naval Shipyard zu einem Versuchs-Waffenträger für Regulus-Marschflugkörper umgebaut. Hierbei kamen sämtliche Rohrwaffen von Bord, zudem wurden je eine Dieselmaschine und ein Elektromotor ausgebaut und der Kommandoturm leicht erhöht. Die Höchstgeschwindigkeit (aufgetaucht) sank hierdurch auf etwa 17 kn ab (ca. 31,5 km/h). Achteraus des Turms wurden ein druckfester Transportbehälter (für zwei Flugkörper) sowie zwei Startschienen (RGM-6) für den Start der Regulus-Marschflugkörper untergebracht. Durch die Umbaumaßnahmen sank die maximale Wasserverdrängung leicht auf etwa 2.370 ts. 

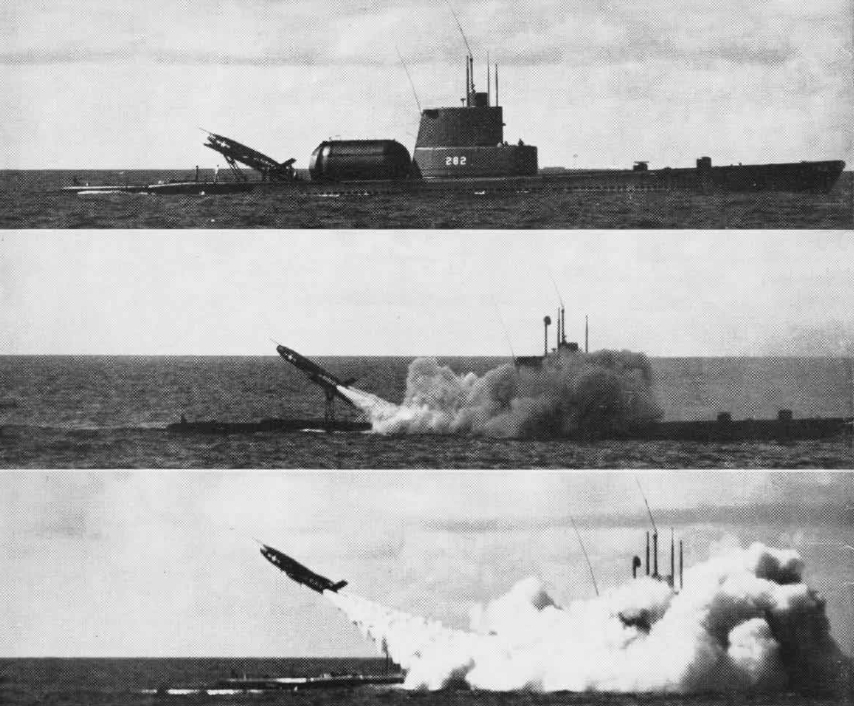
Startsequenz eines Regulus-Marschflugkörpers von Bord der Tunny (um 1956).

Am 6. März 1953 wurde die Tunny wieder in Dienst gestellt. Die offizielle Kennung des U-Bootes lautete nun SSG-282 (Ship Submersible Guided Missile). Für das Abfeuern der Flugkörper musste das U-Boot auftauchen. Der erste Testschuss von Bord der Tunny – und damit auch der erste Abschuss eines Marschflugkörpers von einem U-Boot überhaupt – fand am 15. Juli 1953 statt. Die Flugkörper hatten eine Reichweite von rund 500 Seemeilen und konnten mit Nuklearsprengköpfen von bis zu zwei Megatonnen Sprengkraft bestückt werden. Bis ins Jahr 1964 fuhr die Tunny als Test-U-Boot und feuerte in dieser Zeit 32 Marschflugkörper zu Manöverzwecken ab. Im gleichen Jahr, mit der Indienstnahme der zum damaligen Zeitpunkt neuen Polaris-Raketen, endete das Regulus-Programm.

### Operationen im Rahmen des Vietnamkriegs
Nach Ausmusterung der Regulus-Flugkörper wurde die Tunny 1965/66 zu einem Landungsschiff für amphibische Operationen von Spezialeinsatzkräften umgerüstet und erhielt zeitweise die neue Kennung APSS-282 (Amphibious Assault Submarine). Anstelle des bisherigen Flugkörper-Shelters erhielt das Boot nun einen entsprechend umgebauten Dry Deck Shelter. Das U-Boot konnte nun bis zu 18 Elite-Soldaten der United States Navy SEALs sowie Wasserschlitten, Schlauchboote und zwei oder drei SDVs mit sich führen.
Nach verschiedenen Test- und Manövermissionen verlegte die Tunny schließlich Ende 1966 vor die Küste von Vietnam, um dort im Kontext des Vietnamkriegs verdeckte Operationen gegen kommunistische Vietcong-Guerillas durchzuführen. In diesem Zusammenhang führte das U-Boot mindestens fünf COIN-Missionen durch. Ausgangspunkt für diese Unternehmen war im Regelfall die Marinebasis Subic Bay. Auch wenn nicht alle Details bekannt geworden sind – beziehungsweise teils auch noch der Geheimhaltung unterliegen –, so nahm die Tunny unter anderem im Februar 1967 an der Operation Deckhouse VI teil und landete dabei SEALs sowie Teile eines Kommandos des 1. Bataillons des 4. US-Marine-Regimentes südöstlich der Provinzhauptstadt Quảng Ngãi. Die Operation wurde im Nachgang als Erfolg gewertet.
Die Operationen vor der Küste von Vietnam währten bis Ende 1967. Im Januar 1968 erhielt die Tunny die neue Kennung LPSS-282 (Amphibious Transport Submarine), nahm aber ab diesem Zeitpunkt sehr wahrscheinlich an keinen weiteren Operationen mehr teil. Da offenkundig kein weiterer Bedarf mehr für das überalterte U-Boot bestand, wurde es Mitte 1968 nach der US-Westküste zurückverlegt und dort am 28. Juni 1969 endgültig außer Dienst gestellt.

### Verbleib
Nachdem die Tunny am 30. Juni 1969 aus dem Naval Vessel Register gestrichen worden war, lag das Boot für knapp ein Jahr aufgelegt bei der Mare Island Naval Shipyard. Im Rahmen eines SINKEX wurde das U-Boot schließlich am 19. Juni 1970 vor der Küste von Kalifornien vom US-U-Boot Volador durch einen Torpedoschuss versenkt.

## Traditionspflege
Mit der atomgetriebenen Tunny (SSN-682), einem Jagd-U-Boot der Sturgeon-Klasse, befand sich von 1974 bis 1998 ein zweites U-Boot mit diesem Namen im Dienst der US-Marine.